# 迪尤 (喬治亞州)
迪尤（英語：Due）是位於美國喬治亞州范寧縣的一個鬼鎮。由於此地已於1943年被荒廢，本地已無人居住。

## 地理
迪尤的座標為34°46′58″N 84°16′40″W / 34.78278°N 84.27778°W，而該地的平均海拔高度為576米（即1890英尺）。